# Бічний хребет
43°00′ пн. ш. 43°24′ сх. д. / 43° пн. ш. 43.4° сх. д.
Бічний хребет (груз. გვერდითი ქედი; азерб. Yan silsilə)  — гірський хребет Великого Кавказу, що простягається з північної сторони паралельно Головному хребту.
На відміну від Головного Кавказького хребта, Бічний хребет не є єдиним безперервним ланцюгом гір, а поділено на самостійні гірські масиви поперечними розломами. Відокремлений від Головного Кавказького хребта глибокою міжгірською западиною, що проходить лінією розлому земної кори.
Хребет простежується від верхів'їв Лаби майже східного кінця гірської системи. До Бічного хребта відносяться найвищі вершини центральної частини Великого Кавказу (Ельбрус — 5642 м; Дихтау — 5203 м) та більшість головних вершин його східної половини (Казбек — 5033 м; Тебулосмта — 4493 м та інші).
У західній частині складений осадовими породами палеозою та тріасу, у центральній — верхньопротерозойськими та палеозойськими кристалічними сланцями та гранітами, у східній — юрськими глинистими сланцями. Для гребеневої частини характерні альпійські форми рельєфу.
На масивах Великого хребта високогірні луки, у центральній частині значне заледеніння.

## Інтернет-ресурси
- Вікісховище має мультимедійні дані за темою: Бічний хребет
- Schematic maps of the Caucasus (рос.)